# 9С19
9С19 «Імбір» (за класифікацією НАТО — High Screen) — радянська та російська самохідна радіолокаційна станція секторного огляду зі складу ЗРС С-300В.

## Історія створення
Розробку радіолокаційної станції (РЛС) 9С19 було розпочато 4 лютого 1975 року за постановою ЦК КПРС та Ради міністрів СРСР. Основним призначенням зенітно-ракетного комплексу С-300В була протиракетна оборона, тому до складу системи була введена РЛС здатна отримувати інформацію про балістичні траси у високому темпі. РЛС розроблялася на найсучаснішій радянській елементарній базі в московському НДЕМІ під керівництвом заступника головного конструктора В. П. Нечаєва у відділі 13. В основу принципів роботи РЛС було взято весь досвід, який був застосований раніше при створенні станції радіолокації "Шпага ". Через те, що роботи над РЛС 9С19 почалися, тоді як більшість складових частин С-300В вже проходили полігонні випробування, було встановлено жорсткі рамки за часом розробки. На швидкість виконання завдання вплинула уніфікація приладового складу 9С19 із багатоканальною станцією наведення ракет 9С32 та ЗРК 9К330 «Тор».
До січня 1983 року було виготовлено та доставлено на полігон дослідний зразок 9С19. А з лютого розпочалися випробування. Випробування проходили на Ембінському полігоні протягом кількох років. Умови випробувань були максимально наближені до бойових. За підсумками випробувань було підтверджено високі тактико-технічні вимоги, задані Міністерством оборони СРСР. У 1988 році станція радіолокації «Імбір» пройшла державні випробування в складі системи С-300В і була прийнята на озброєння.

## Опис конструкції
9С19 «Імбір» є трикоординатною когерентно-імпульсною станцією радіолокації, володіє високою пропускною здатністю і працює в сантиметровому діапазоні електромагнітних хвиль. Для швидкого аналізу секторів вказівки, що надходять з командного пункту 9С457, в процесі регулярного сканування місцевості використовувалося електронне управління променем. Програмно забезпечено три режими роботи РЛС.
Перший режим призначений для виявлення та супроводу балістичних ракет типу "Першинг ". У цьому режимі забезпечена зона огляду на кутах від -45° до +45° за азимутом, за кутом місця — від +26° до +75°, при цьому дальність виявлення становить від 75 до 175 км. Огляд сектора пошуку займає від 12,5 до 14 секунд при максимальній кількості трас — 16. Кожну секунду отримані координати та параметри руху захопленої цілі передаються на командний пункт 9С457.
Другий режим роботи застосовується для виявлення та супроводу авіаційних балістичних та крилатих ракет з балістичним стартом. У цьому режимі забезпечена зона огляду на кутах від -30° до +30° за азимутом, за кутом місця — від +9° до +50°, при цьому дальність виявлення становить від 20 до 175 км. Кожні 0,5 секунд отримані координати і параметри руху захопленої мети передаються на командний пункт 9С457.
Третій режим роботи застосовується для виявлення та супроводу аеродинамічних цілей, крім того, передбачено виявлення постановників перешкод на відстанях до 100 км. У цьому режимі забезпечена зона огляду на кутах від −30° до +30° за азимутом, кутом місця — від 0° до +50°, при цьому дальність виявлення становить від 20 до 175 км. Кожні 0,5 секунд отримані координати і параметри руху захопленої цілі передаються на командний пункт 9С457.

### Ходова частина
Всі засоби станції радіолокації 9С19 встановлені на спеціальне гусеничне шасі, що має індекс ДБТУ — «Об'єкт 832». Шасі розроблено в конструкторському бюро Ленінградського заводу імені Кірова. В основі конструкції лежить шасі самохідної гармати 2С7 «Піон». Змінено положення моторно-трансмісійного відділення (перенесено в кормову частину машини), вузли та агрегати шасі окремими вузлами уніфіковані з танками Т-72 і Т-80.

## Модифікації
- 9С19 — РЛС ЗРС С-300В.
- 9С19М — РЛС ЗРС С-300ВМ.
- 9С19М2 — модернізована РЛС ЗРС С-300В. Враховані зауваження під час роботи з базовим варіантом. Надійшла на озброєння у 1995 році.

## Експлуатація
4 серпня 2022 українські війська вполювали 4 зенітно-ракетні системи С-300 та радіолокаційну станцію "Імбир".